# Karita Mattila
Karita Marjatta Mattila, född 5 september 1960 i Somero, är en finsk operasångerska (dramatisk sopran). 
Karita Mattila har studerat vid Sibelius-Akademin i Helsingfors för Liisa Linko-Malmio och därefter i London för Vera Rózsa. Efter att hon har vunnit "Cardiff Singer of the World Competition" år 1983, och tack vare sin jämna stämma och scenpersonlighet blev hon snart en eftertraktad operastjärna i Mozart-, Verdi- och Wagnerroller.
Hon erhöll Pro Finlandia-medaljen 2001. År 2011 utnämndes hon till hedersdoktor vid Åbo universitet.